# 丹尼尔·贝尔 (1990年)
丹尼尔·贝尔（英語：Daniel Bell，1990年5月9日—），新西兰男子游泳运动员。他曾代表新西兰参加2010年英联邦运动会游泳比赛，获得一枚银牌。他也曾参加2008年和2012年夏季奥林匹克运动会。